# PYXIS
PYXIS（ピクシス）は、育伸社から発行されている中学生向け英語教材である。

## 概要
PYXISの意味は、『らしんばん座』という南天にある星座で、教科書の表紙には羅針盤の写真がある。
現在、PYXISはVol.1~Vol.3まで販売されており、学年に応じて使い分ける形で使用される。
発行者は苅草國光。